# アレックス・ミケルセン
アレックス・T・ミケルセン（Alex T. Michelsen, 2004年8月25日 - ）は、アメリカ合衆国カリフォルニア州アリソ・ビエホ出身の男子プロテニス選手。ATPランキング自己最高位はシングルス30位、ダブルス90位。身長193cm、体重79kg。右利き、バックハンド・ストロークは両手打ち。

## 選手経歴

### ジュニア時代
高校卒業後はジョージア大学へ進学予定だったが、後にこれを取りやめ、プロ転向した。

### 2022年 全豪ジュニアダブルス初優勝
1月、全豪オープンジュニアのダブルスでセバスチャン・ゴーズニーとペアを組み、優勝した 。
8月の全米オープンのダブルスにてセバスチャン・ゴーズニーとペアを組み、グランドスラム本戦初出場を果たした。

### 2023年 プロ転向、ATPツアー初出場、トップ100入り
2023年2月、ATPチャレンジャーツアーのジョージア・ローム・チャレンジャーで決勝に進出したが、ジョーダン・トンプソンに敗れた。
6月、マヨルカ選手権にラッキールーザーとして出場し、ATPツアー初出場を果たす。1回戦でクリストファー・ユーバンクスに敗れた。7月、チャレンジャーツアーのシカゴ大会決勝で清水悠太に勝利し、チャレンジャーツアー初優勝。同月末のホール・オブ・フェーム・オープンにてATPツアーで初となる決勝に進出したが、アドリアン・マナリノに敗れた。この2週間後、予定していた大学進学を取りやめプロ転向した。8月、全米オープンのシングルスにワイルドカードで出場し、グランドスラムのシングルス初出場を果たす。1回戦でアルベルト・ラモス＝ビノラスに勝利し、2回戦でニコラス・ジャリーに敗れた。同大会ではロビン・モンゴメリーとのペアで混合ダブルスにも出場し、1回戦で勝利した。
11月にチャレンジャーツアー2度目の優勝を果たし、ATPランキングでトップ100に浮上した。

### 2024年 全豪、全米3回戦進出、マスターズ初出場、トップ50入り
1月の全豪オープンでは3回戦に進出し、ATPランキングでトップ75入りを果たした。
3月のBNPパリバ・オープンに初出場し、1回戦でハウメ・ムナルに勝利。当時19歳であり、ATPツアー・マスターズ1000で勝利した史上最年少のアメリカ人選手となった。マイアミ・オープンにも初出場し、1回戦で勝利した。
7月、ホール・オブ・フェーム・オープンで前年に続き決勝に進出したが、マルコス・ギロンに敗れた。
8月のシンシナティ・オープンで2回戦に進出し、ATPランキング52位に浮上した。同大会のダブルスではマッケンジー・マクドナルドとペアを組み、準優勝した。同月末のウィンストン・セーラム・オープンでは決勝に進出したが、ロレンツォ・ソネゴに敗れた。全米オープンでは2回戦に進出した。ジャパン・オープンではベスト8に進出した。

## 成績
略語の説明
| W | F | SF | QF | #R | RR | Q# | LQ | A | Z# | PO | G | S | B | NMS | P | NH |

W=優勝, F=準優勝, SF=ベスト4, QF=ベスト8, #R=#回戦敗退, RR=ラウンドロビン敗退, Q#=予選#回戦敗退, LQ=予選敗退, A=大会不参加, Z#=デビスカップ/BJKカップ地域ゾーン, PO=デビスカップ/BJKカッププレーオフ, G=オリンピック金メダル, S=オリンピック銀メダル, B=オリンピック銅メダル, NMS=マスターズシリーズから降格, P=開催延期, NH=開催なし.

### シングルス

#### グランドスラム大会
| 大会           | 2023 | 2024 | 2025 | 通算成績 |
| -------------- | ---- | ---- | ---- | -------- |
| 全豪オープン   | A    | 3R   | 4R   | 5–2      |
| 全仏オープン   | A    | 1R   | 1R   | 0–2      |
| ウィンブルドン | A    | 1R   | 1R   | 0–2      |
| 全米オープン   | 2R   | 2R   |      | 2–2      |

#### 大会最高成績
| 大会                     | 成績 | 年       |
| ------------------------ | ---- | -------- |
| ATPファイナルズ          | A    | 出場なし |
| インディアンウェルズ     | 3R   | 2025     |
| マイアミ                 | 2R   | 2024     |
| モンテカルロ             | Q1   | 2024     |
| マドリード               | 1R   | 2024     |
| ローマ                   | 1R   | 2024     |
| カナダ                   | QF   | 2025     |
| シンシナティ             | 3R   | 2025     |
| 上海                     | 2R   | 2024     |
| パリ                     | 2R   | 2024     |
| オリンピック             | A    | 出場なし |
| デビスカップ             | A    | 出場なし |
| Next Gen ATPファイナルズ | SF   | 2024     |

## ATPツアー決勝進出結果

### シングルス：3回（0勝3敗）
| 大会カテゴリ                    |
| グランドスラム (0–0)            |
| ATPファイナルズ (0–0)           |
| ATPツアー・マスターズ1000 (0–0) |
| オリンピック (0–0)              |
| ATPツアー500 (0–0)              |
| ATPツアー250 (0–3)              |

| サーフェス別タイトル |
| ハード (0–1)         |
| クレー (0–0)         |
| 芝 (0–2)             |

| 結果   | No. | 決勝日        | 大会                   | サーフェス | 対戦相手             | スコア             |
| ------ | --- | ------------- | ---------------------- | ---------- | -------------------- | ------------------ |
| 準優勝 | 1.  | 2023年7月24日 | ニューポート           | 芝         | アドリアン・マナリノ | 2-6, 4-6           |
| 準優勝 | 2.  | 2024年7月22日 | ニューポート           | 芝         | マルコス・ギロン     | 7-6(7-4), 3-6, 5-7 |
| 準優勝 | 3.  | 2024年8月25日 | ウィンストン・セーラム | ハード     | ロレンツォ・ソネゴ   | 0-6, 3-6           |

### ダブルス：1回（0勝1敗）
| 大会カテゴリ                    |
| グランドスラム (0–0)            |
| ATPファイナルズ (0–0)           |
| ATPツアー・マスターズ1000 (0–1) |
| オリンピック (0–0)              |
| ATPツアー500 (0–0)              |
| ATPツアー250 (0–0)              |

| サーフェス別タイトル |
| ハード (0–1)         |
| クレー (0–0)         |
| 芝 (0–0)             |

| 結果   | No. | 決勝日        | 大会         | サーフェス | パートナー                 | 対戦相手                          | スコア   |
| ------ | --- | ------------- | ------------ | ---------- | -------------------------- | --------------------------------- | -------- |
| 準優勝 | 1.  | 2024年8月20日 | シンシナティ | ハード     | マッケンジー・マクドナルド | マルセロ・アレバロ マテ・パビッチ | 2-6, 4-6 |

## ATPチャレンジャーツアー、ITFワールドテニスツアー決勝進出結果

### シングルス：10回（5勝5敗）
| 大会カテゴリ                  |
| ATPチャレンジャーツアー (3–2) |
| ITFワールドテニスツアー (2–3) |

| サーフェス別タイトル |
| ハード (4–5)         |
| クレー (1–0)         |
| 芝 (0–0)             |

| 結果   | No. | 決勝日     | 大会                   | サーフェス | 対戦相手                   | スコア                  |
| ------ | --- | ---------- | ---------------------- | ---------- | -------------------------- | ----------------------- |
| 準優勝 | 1.  | 2022年10月 | ウィンストン・セーラム | ハード     | トビー・サミュエル         | 1-6, 5-7                |
| 優勝   | 1.  | 2022年11月 | イーストランシング     | ハード     | アレクサンダー・コッツェン | 7-6(7-2), 6-1           |
| 準優勝 | 2.  | 2023年1月  | マリブ                 | ハード     | アルトゥール・フェリー     | 4-6, 6-2, 4-6           |
| 優勝   | 2.  | 2023年1月  | エドモンド             | ハード     | ルーカス・レナード         | 6-7(5-7), 7-6(7-4), 6-1 |
| 準優勝 | 3.  | 2023年2月  | ローム                 | ハード     | ジョーダン・トンプソン     | 4-6, 2-6                |
| 準優勝 | 4.  | 2023年3月  | カラバサス             | ハード     | ネイサン・ポンウィズ       | 3-6, 7-6(7-5), 5-7      |
| 優勝   | 3.  | 2023年7月  | シカゴ                 | ハード     | 清水悠太                   | 7-5, 6-2                |
| 優勝   | 4.  | 2023年11月 | ノックスビル           | ハード     | デニス・クドラ             | 7-5, 4-6, 6-2           |
| 準優勝 | 5.  | 2023年11月 | シャンペーン           | ハード     | パトリック・キプソン       | 4-6, 3-6                |
| 優勝   | 5.  | 2025年5月  | エストリル             | クレー     | アンドレア・ペッレグリーノ | 6-4, 6-4                |

### ダブルス：2回（1勝1敗）
| 大会カテゴリ                  |
| ATPチャレンジャーツアー (0–0) |
| ITFワールドテニスツアー (1–1) |

| サーフェス別タイトル |
| ハード (1–1)         |
| クレー (0–0)         |
| 芝 (0–0)             |

| 結果   | No. | 決勝日     | 大会               | サーフェス | パートナー             | 対戦相手                              | スコア   |
| ------ | --- | ---------- | ------------------ | ---------- | ---------------------- | ------------------------------------- | -------- |
| 準優勝 | 1.  | 2022年8月  | メンフィス         | ハード     | クーパー・ウィリアムズ | マイレン・ハリオン フィン・レイノルズ | 0-6, 1-6 |
| 優勝   | 1.  | 2022年11月 | イーストランシング | ハード     | ラーナー・ティエン     | ジョシュア・グッジャー エミル・ハッド | 6-4, 6-3 |

## 対トップ10勝利
| 年   | 2024 | 2025 | 合計 |
| ---- | ---- | ---- | ---- |
| 勝利 | 1    | 1    | 2    |

| No.  | 対戦相手               | ランキング | 大会         | サーフェス | ラウンド | スコア             | ランキング |
| ---- | ---------------------- | ---------- | ------------ | ---------- | -------- | ------------------ | ---------- |
| 2024 |                        |            |              |            |          |                    |            |
| 1.   | アレックス・デミノー   | 9          | ロス・カボス | ハード     | 2R       | 6-4, 6-1           | 74         |
| 2025 |                        |            |              |            |          |                    |            |
| 2.   | ロレンツォ・ムゼッティ | 10         | カナダ       | ハード     | 3R       | 3-6, 7-6(7-4), 6-4 | 34         |